# Aucey-la-Plaine
Aucey-la-Plaine ist eine französische Gemeinde mit 413 Einwohnern (Stand 1. Januar 2022) im Département Manche in der Region Normandie.

## Geografie
Aucey-la-Plaine befindet sich im Südwesten des Departements Manche an der Grenze zur Bretagne. Aucey-la-Plaine wird von drei Flüssen begrenzt: dem Couesnon und zwei seiner Nebenflüsse. 
Die Landschaft ist flach und wird überwiegend landwirtschaftlich genutzt. Der tiefgelegene Teil entlang des Couesnon ist sumpfig und im Winter oft überflutet.

## Bevölkerungsentwicklung
| Jahr      | 1962 | 1968 | 1975 | 1982 | 1990 | 1999 | 2007 | 2018 |
| Einwohner | 472  | 444  | 442  | 419  | 430  | 362  | 451  | 423  |